# Rhinobatos zanzibarensis
Rhinobatos zanzibarensis är en rockeart som beskrevs av Norman 1926. Rhinobatos zanzibarensis ingår i släktet gitarrfiskar, och familjen Rhinobatidae. IUCN kategoriserar arten globalt som nära hotad. Inga underarter finns listade i Catalogue of Life.